# Renée Garilhe
Renée Garilhe, née le 15 juin 1923  à Paris et morte le 6 juillet 1991 à Paris, est la première escrimeuse française sacrée championne du monde au fleuret.
Elle est inhumée au cimetière de Joyeuse, en Ardèche.

## Biographie

### Les patronages
Elle fait ses premiers pas sportifs dans le patronage paroissial des Bleuets de la gare de Paris affilié au Rayon sportif féminin. Elle y pratique essentiellement la gymnastique et évoque souvent « l'éducation qu'elle y a reçue et l'ambiance qu'elle a connue alors et qu'elle ne retrouve jamais ensuite ».

### L'escrime
Licenciée à l'US métro, Renée Garilhe entre en équipe de France en 1947, tardivement à 24 ans. Mais elle se révèle très vite sous la houlette des Maîtres Battesti et Lacaze et devient la star de l'escrime féminine des années 1950, tout en continuant à pratiquer le handball où elle excelle également.
Sa réussite individuelle aux Jeux olympiques ne reflète pas son immense carrière mondiale. Médaille de bronze par équipe aux championnats du monde de 1947 pour sa première participation, elle est éliminée en quarts de finale à l'épreuve individuelle de fleuret lors des Jeux olympiques d'été de Londres en 1948. Dès l'année suivante elle est troisième aux championnats du monde et première en 1950. Aux Jeux olympiques d'été de 1952 à Helsinki, elle atteint la phase finale et termine sixième. Elle est seconde aux championnats du monde suivants puis troisième en 1954. Elle remporte enfin la médaille de bronze aux Jeux olympiques de Melbourne en 1956.
Membre d'une équipe 10 fois sur le podium dont deux fois sur la plus haute marche entre 1947 et 1958, elle ne connaît jamais le podium des Jeux olympiques. Encore membre de l'équipe de France de fleuret aux Jeux olympiques d'été de 1960 à Rome, elle ne passe pas le premier tour avec ses équipières et met fin à sa carrière.

#### Palmarès
- Championnats de France :  cinq fois championne de France entre 1950 et 1958[2] ;
- Championnats du monde individuels :  en 1950,  en 1953,  en 1949 et 1954 ;
- Championnats du monde par équipes:  en 1950 et 1951,  en 1947, 1952, 1953, 1955 et 1956,  en 1948, 1954 et 1958 ;
- Jeux olympiques individuels :  en 1956 à Melbourne.

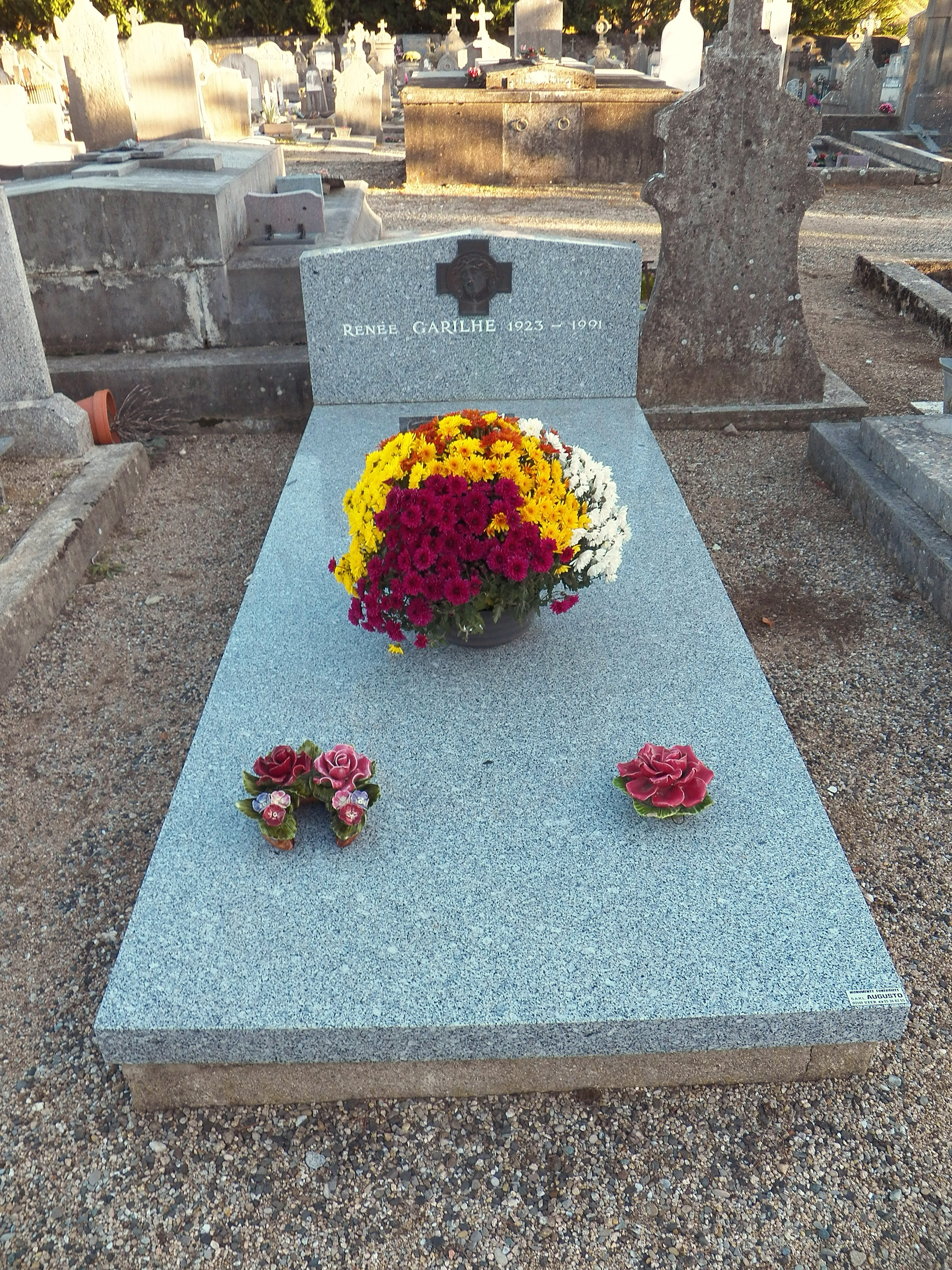
Tombe de Renée Garilhe, « Gloire du sport français » au cimetière de Joyeuse

## Notoriété
Renée Garilhe fait partie de la promotion 2010 des gloires du sport français.